# Jacob Cröpelin

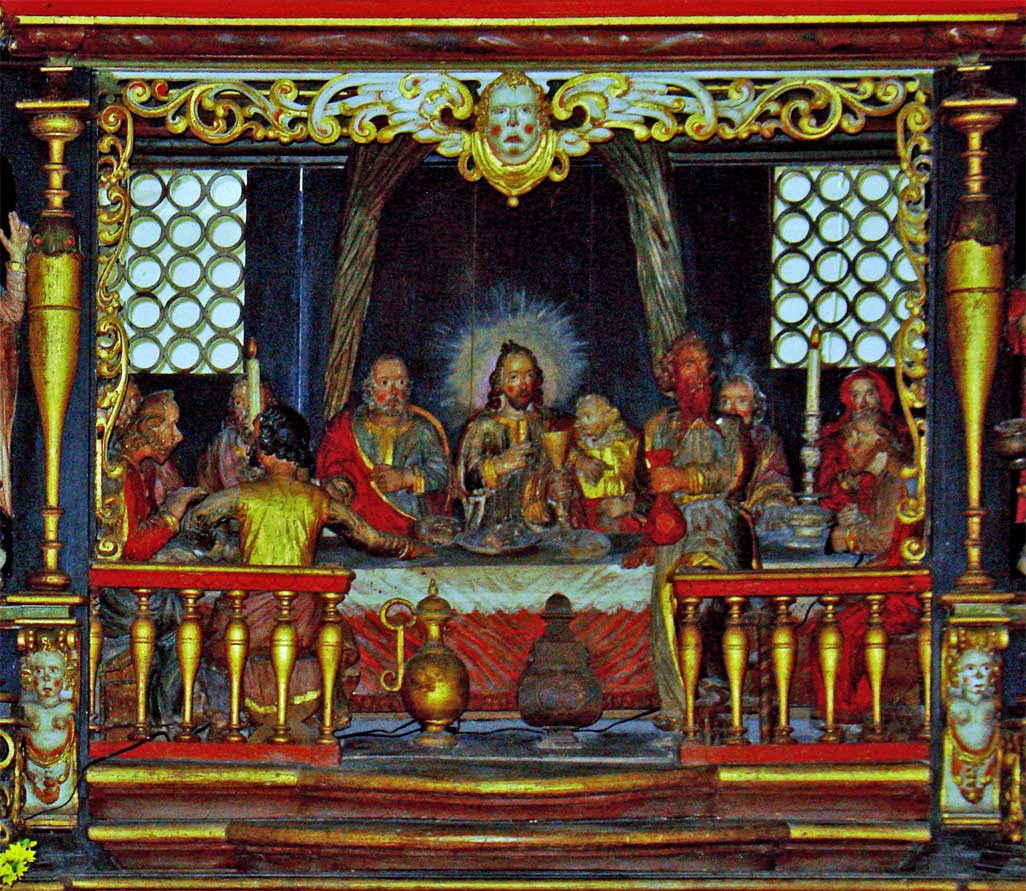
Detail van het retabel uit de Johanneskerk (laatste avondmaal)

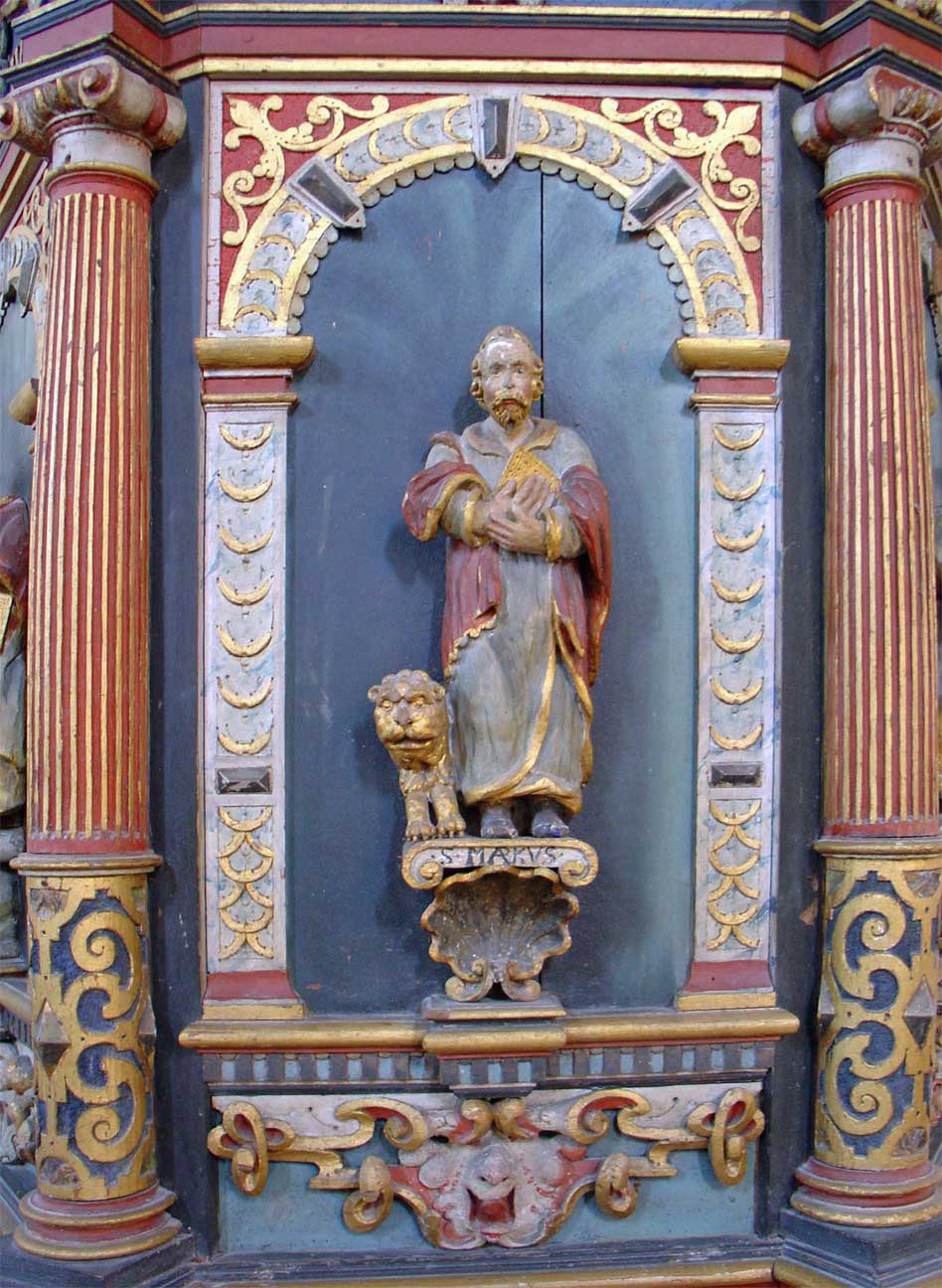
Detail van de preekstoel in de Johanneskerk te Waddewarden (afbeelding Marcus) door Jacob Cröpelin

Jacob Cröpelin was een 17e-eeuwse Duitse houtsnijder.
Cröpelin had een werkplaats voor houtsnijwerk in Esens, maar was werkzaam in heel Oost-Friesland. Voor veel Oost-Friese kerken maakte hij altaarretabels en preekstoelen. Zijn zonen Johann en Hinrich traden in de voetsporen van hun vader en maakten hun houtsnijwerk in de werkplaats van hun vader in Esens voor opdrachtgevers in Oost-Friesland.

## Werk van de Cröpelins

### Altaarretabels
- Joriskerk in Eggelingen (1659) - (gemaakt door Jacob Cröpelin)
- Dorpskerk van Blersum (1669) - (gemaakt door Jacob Cröpelin)
- Sint-Mauritiuskerk in Reepsholt - (gemaakt door Hinrich Cröpelin)
- Sint-Johanneskerk van Waddewarden (1661) - (gemaakt in het atelier van Jacob Cröpelin)
- Martinuskerk van Westerende-Kirchloog
- Magnuskerk van Sande
- Johannes de Doperkerk in Wiesens (1715) - (gemaakt in het atelier van Cröpelin)

### Preekstoelen
- Johanneskerk van Waddewarden (1646) - (gemaakt in het atelier van Jacob Cröpelin)
- Sint-Floriaankerk van Funnix (1650) - (gemaakt door Jacob Cröpelin, hij vernieuwde tevens delen van het altaarretabel van deze kerk)
- Mariakerk in Marienhafe (1669) - (gemaakt in het atelier van Jacob Cröpelin)
- Bonifatiuskerk in Arle (1675) - (gemaakt in het atelier van Jacob Cröpelin)
- Johanneskerk in Wirdum (1699) - (gemaakt door Jacob Cröpelin)
- Victorkerk in Victorbur (1697) - (gemaakt door Hinrich Cröpelin)
- Johannes de Doperkerk in Wiesens (1735) - (gemaakt in het atelier van Cröpelin)

### Doopvont
- Magnuskerk in Bensersiel

### Knielbank
- Johannes de Doperkerk in Engerhafe (1698) - (gemaakt door Hinrich Cröpelin)